# Jacopo da Bologna
Jacopo da Bologna (bl. 1340; † 1386?)  war ein italienischer Komponist, Organist und Sänger.

## Leben und Wirken
Jacopo da Bologna  war ein italienischer Komponist des 14. Jahrhunderts, dem Zeitraum, der in der Musikgeschichte auch als  italienische „ars nova“ bezeichnet wird. Er war einer der ersten Komponisten dieser Gruppe, zu der auch seine Zeitgenossen Gherardello da Firenze und Francesco Landini gehörten. Trotz seiner wichtigen Rolle in der italienischen Musik des 14. Jahrhunderts sind kaum gesicherte Lebensdaten vorhanden. Seine Wirkungszeit begann um 1340 am Hof der Visconti. Möglicherweise lebte er über 1360 hinaus (sofern er mit einem Namensträger 1373 in Florenz identisch ist; 1378 und 1386 wird ein Jacobo de Bolunga bzw. ein Jaquet de Bolunya als Minister de Salteri am Hof im spanischen Aragon genannt).
34 Kompositionen können Jacopo da Bologna mit Sicherheit zugeschrieben werden (etliche sind im Squarcialupi-Codex enthalten), der sich hauptsächlich auf Madrigale konzentrierte, sowohl der kanonischen (Caccia) als auch der nicht-kanonischen Formen, überliefert sind aber auch jeweils eine Lauda-Ballata (Tanzliedform) und eine Motette. Sein Madrigal Non al suo amante, geschrieben um 1350, ist die einzige bekannte zeitgenössische Vertonung eines Petrarca-Gedichts. Jacopos Ideal war die „dolce melodia“.